# Virtuelle Fachbibliothek Mathematik
Die Virtuelle Fachbibliothek Mathematik (vifamath) war eine virtuelle Fachbibliothek, die wissenschaftliche Internet-Recherche nach mathematisch relevanter Fachinformation ermöglichte.
Sie stellte einen simultanen Zugang zu Bibliothekskatalogen, Preprintserven, Zeitschriften, Digitalisaten und mathematischen Internetseiten bereit. Angeboten werden beispielsweise eine bibliothekarische Suche (d. h. Metasuche in den „virtuellen Zettelkästen“) in all diesen Daten sowie ein thematischer Sucheinstieg.
Das Portal wurde von der Niedersächsischen Staats- und Universitätsbibliothek Göttingen erstellt und in einer zweiten Phase von dieser in Kooperation mit der Technischen Informationsbibliothek Hannover und dem Fachinformationszentrum Karlsruhe weiterentwickelt und ausgebaut. Hintergrund waren insbesondere die an den beiden Bibliotheken angesiedelt gewesenen Sondersammelgebiete Reine Mathematik (SUB Göttingen) und Angewandte Mathematik (TIB Hannover). Das FIZ Karlsruhe ist Mitherausgeber des
Referateorgans Zentralblatt MATH.
Das vifamath-Projekt wurde zwischen 2005 und 2010 von der Deutschen Forschungsgemeinschaft (DFG) gefördert.
Mit Start des Fachinformationsdienstes (FID) Mathematik wurde das Portal in das Portal des FID überführt. Sämtliche Funktionalitäten stehen im FID Mathematik weiter zur Verfügung.